# Marc Guéhi
Addji Keaninkin Marc-Israel Guéhi (/ˈɡeɪ.i/ GAY-ee, sinh ngày 13 tháng 7 năm 2000) là một cầu thủ bóng đá chuyên nghiệp người Anh hiện đang thi đấu ở vị trí trung vệ cho câu lạc bộ Crystal Palace tại Premier League và Đội tuyển bóng đá quốc gia Anh.

## Thời niên thiếu
Addji Keaninkin Marc-Israel Guéhi sinh ngày 13 tháng 7 năm 2000 tại Abidjan, Bờ Biển Ngà, và chuyển đến Lewisham, Luân Đôn, Anh, cùng gia đình khi mới một tuổi. Guéhi theo học tại St George's Church of England (trường thánh George giáo hội Anh) ở Gravesend, Kent. Cha anh là một mục sư của một nhà thờ địa phương và do vậy, tuổi thơ của anh thường xoay quanh tôn giáo và giáo dục hơn là bóng đá. Anh bắt đầu chơi bóng đá trong đội trẻ của Cray Wanderers lúc sáu tuổi và được huấn luyện bởi một tuyển trạch viên từ câu lạc bộ Ngoại hạng Anh Chelsea. Sau hai năm với câu lạc bộ không thuộc Liên đoàn, anh ký hợp đồng với Chelsea và giành thời gian gắn bó ở học viện.

## Sự nghiệp câu lạc bộ

### Chelsea
Guéhi thường xuyên ra sân cho đội U-18 trong mùa giải giành cú ăn ba vào năm 2017. Vào tháng 9 năm 2017, anh ký hợp đồng chuyên nghiệp đầu tiên có thời hạn 3 năm. Mùa giải tiếp theo, anh giúp đội U-18 giành cú ăn bốn và lọt vào chung kết UEFA Youth League.
Vào ngày 12 tháng 5 năm 2019, Guéhi lần đầu tiên có tên trong đội hình Premier League với tư cách là cầu thủ dự bị trong trận hòa 0–0 trước Leicester City. Anh ra sân với tư cách là cầu thủ dự bị không được sử dụng thêm ba lần nữa trong mùa giải 2019–20. Vào ngày 17 tháng 9, anh là cầu thủ dự bị không được sử dụng trong trận thua 0-1 trước Valencia tại UEFA Champions League. Vào tuần sau, anh có trận ra mắt chuyên nghiệp trong chiến thắng 7–1 trước Grimsby Town ở vòng ba EFL Cup. Anh ra sần lần thứ hai và cũng là lần cuối cùng cho câu lạc bộ trong trận thất bại 2–1 trước Manchester United ở vòng 4 vào ngày 30 tháng 10.

### Crystal Palace
Vào ngày 18 tháng 7 năm 2021, Guéhi gia nhập Crystal Palace theo hợp đồng 5 năm với mức phí được báo cáo là 18 triệu bảng, khiến anh trở thành bản hợp đồng đắt giá thứ ba mọi thời đại của câu lạc bộ sau Christian Benteke và Mamadou Sakho. Thông qua một vài bản tin, Chelsea đã thêm các ưu đãi bán và quyền đưa ra bất kỳ lời đề nghị nào dành cho Guéhi trong tương lai.

## Phong cách chơi
Guéhi được mô tả là một cầu thủ có thể hình rất mạnh mẽ và luôn xếp mình ở vị trí tốt mặc dù không có chiều cao như một trung vệ quen thuộc. Anh đã được ghi nhận vì sự lạnh lùng và trưởng thành cũng như sức mạnh của sự tập trung cho trận đấu tiếp theo.

## Đời tư
Guéhi được mô tả là một Kitô hữu sùng đạo. Anh là con trai của một mục sư nhà thờ và đã giải thích sự quan trọng của câu nói “Chúa là trên hết” trong gia đình anh. Những người thân thiết với anh mô tả anh là người cực kỳ khiêm tốn và ít đòi hỏi.

## Thống kê sự nghiệp

### Câu lạc bộ
Tính đến 19 tháng 5 năm 2024
| Câu lạc bộ          | Mùa giải            | Giải vô địch        | Giải vô địch | Giải vô địch | Cúp quốc gia | Cúp quốc gia | Cúp Liên đoàn | Cúp Liên đoàn | Châu lục | Châu lục | Khác | Khác | Tổng cộng | Tổng cộng |
| Câu lạc bộ          | Mùa giải            | Hạng đấu            | Trận         | Bàn          | Trận         | Bàn          | Trận          | Bàn           | Trận     | Bàn      | Trận | Bàn  | Trận      | Bàn       |
| ------------------- | ------------------- | ------------------- | ------------ | ------------ | ------------ | ------------ | ------------- | ------------- | -------- | -------- | ---- | ---- | --------- | --------- |
| U-23 Chelsea        | 2018–19             | —                   | —            | —            | —            | —            | —             | —             | —        | —        | 5    | 0    | 5         | 0         |
| U-23 Chelsea        | 2019–20             | —                   | —            | —            | —            | —            | —             | —             | —        | —        | 2    | 0    | 2         | 0         |
| U-23 Chelsea        | Tổng cộng           | Tổng cộng           | —            | —            | —            | —            | —             | —             | —        | —        | 7    | 0    | 7         | 0         |
| Chelsea             | 2019–20             | Premier League      | 0            | 0            | 0            | 0            | 2             | 0             | 0        | 0        | 0    | 0    | 2         | 0         |
| Swansea City (mượn) | 2019–20             | Championship        | 12           | 0            | —            | —            | —             | —             | —        | —        | 2    | 0    | 14        | 0         |
| Swansea City (mượn) | 2020–21             | Championship        | 40           | 0            | 2            | 0            | 0             | 0             | —        | —        | 3    | 0    | 45        | 0         |
| Swansea City (mượn) | Tổng cộng           | Tổng cộng           | 52           | 0            | 2            | 0            | 0             | 0             | —        | —        | 5    | 0    | 59        | 0         |
| Crystal Palace      | 2021–22             | Premier League      | 36           | 2            | 5            | 2            | 1             | 0             | —        | —        | —    | —    | 42        | 4         |
| Crystal Palace      | 2022–23             | Premier League      | 37           | 1            | 1            | 0            | 2             | 0             | —        | —        | —    | —    | 40        | 1         |
| Crystal Palace      | 2023–24             | Premier League      | 25           | 0            | 2            | 0            | 2             | 0             | —        | —        | —    | —    | 29        | 0         |
| Crystal Palace      | Tổng cộng           | Tổng cộng           | 98           | 3            | 8            | 2            | 5             | 0             | —        | —        | —    | —    | 111       | 5         |
| Tổng cộng sự nghiệp | Tổng cộng sự nghiệp | Tổng cộng sự nghiệp | 150          | 3            | 10           | 2            | 7             | 0             | 0        | 0        | 12   | 0    | 179       | 5         |

1. ↑  Bao gồm FA Cup
2. ↑  Bao gồm EFL Cup
3. 1 2  Ra sân tại EFL Trophy
4. 1 2  Ra sân tại Play-off Championship

### Quốc tế
Tính đến 14 tháng 7 năm 2024
| Đội tuyển quốc gia | Năm       | Trận | Bàn |
| ------------------ | --------- | ---- | --- |
| Anh                | 2022      | 3    | 0   |
| Anh                | 2023      | 6    | 0   |
| Anh                | 2024      | 8    | 0   |
| Tổng cộng          | Tổng cộng | 17   | 0   |

## Danh hiệu
Crystal Palace
- FA Cup: 2024–25[11]
- FA Community Shield: 2025[12]

U17 Anh
- FIFA U-17 World Cup: 2017[13]
- UEFA European Under-17 Championship á quân: 2017[14]

### Cá nhân
- Đội hình tiêu biểu UEFA European Under-17 Championship: 2017